# Vorführmodell

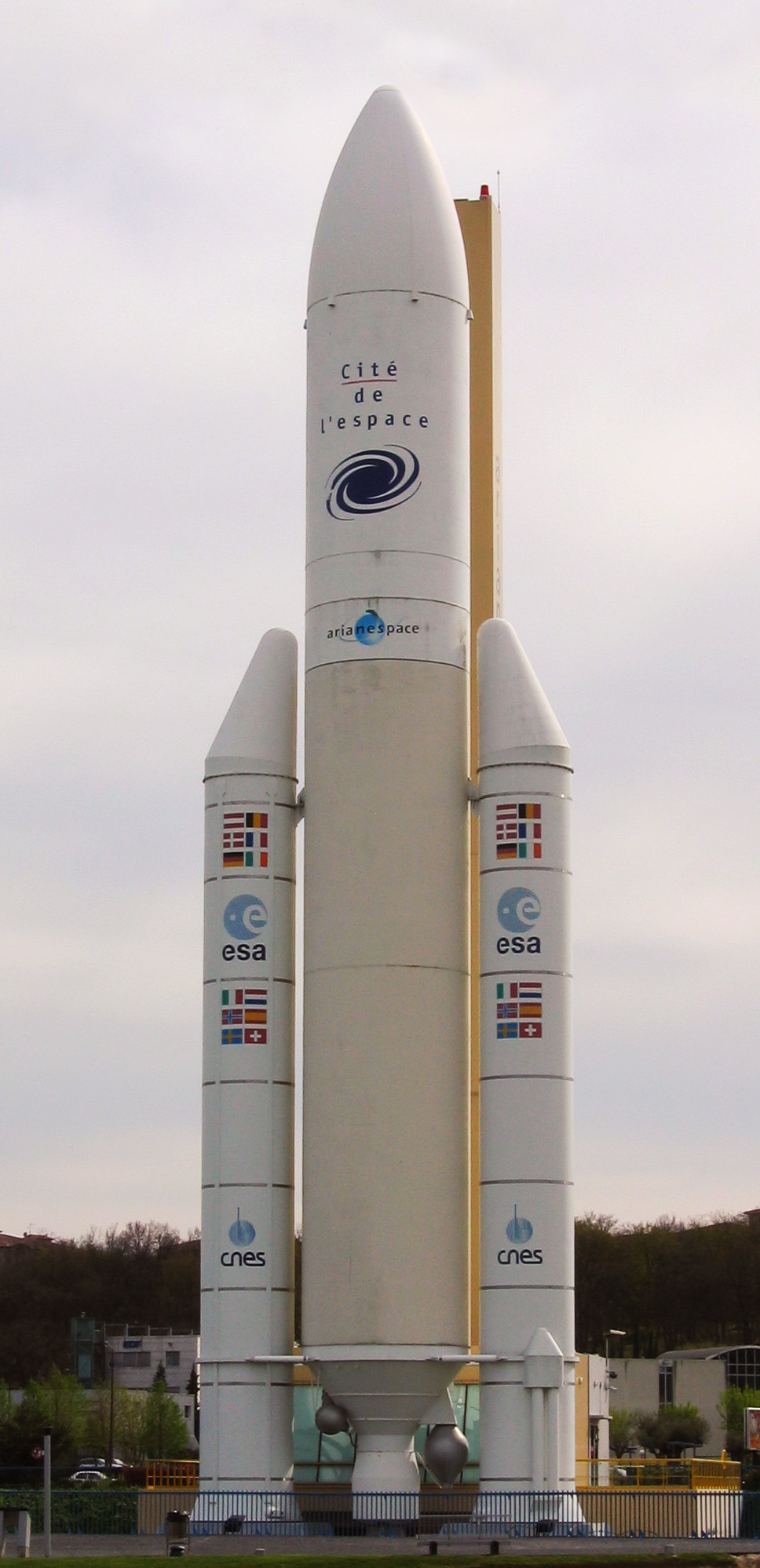
Vorführmodell einer Ariane 5 in Originalgröße in der Cité de l’espace in Toulouse

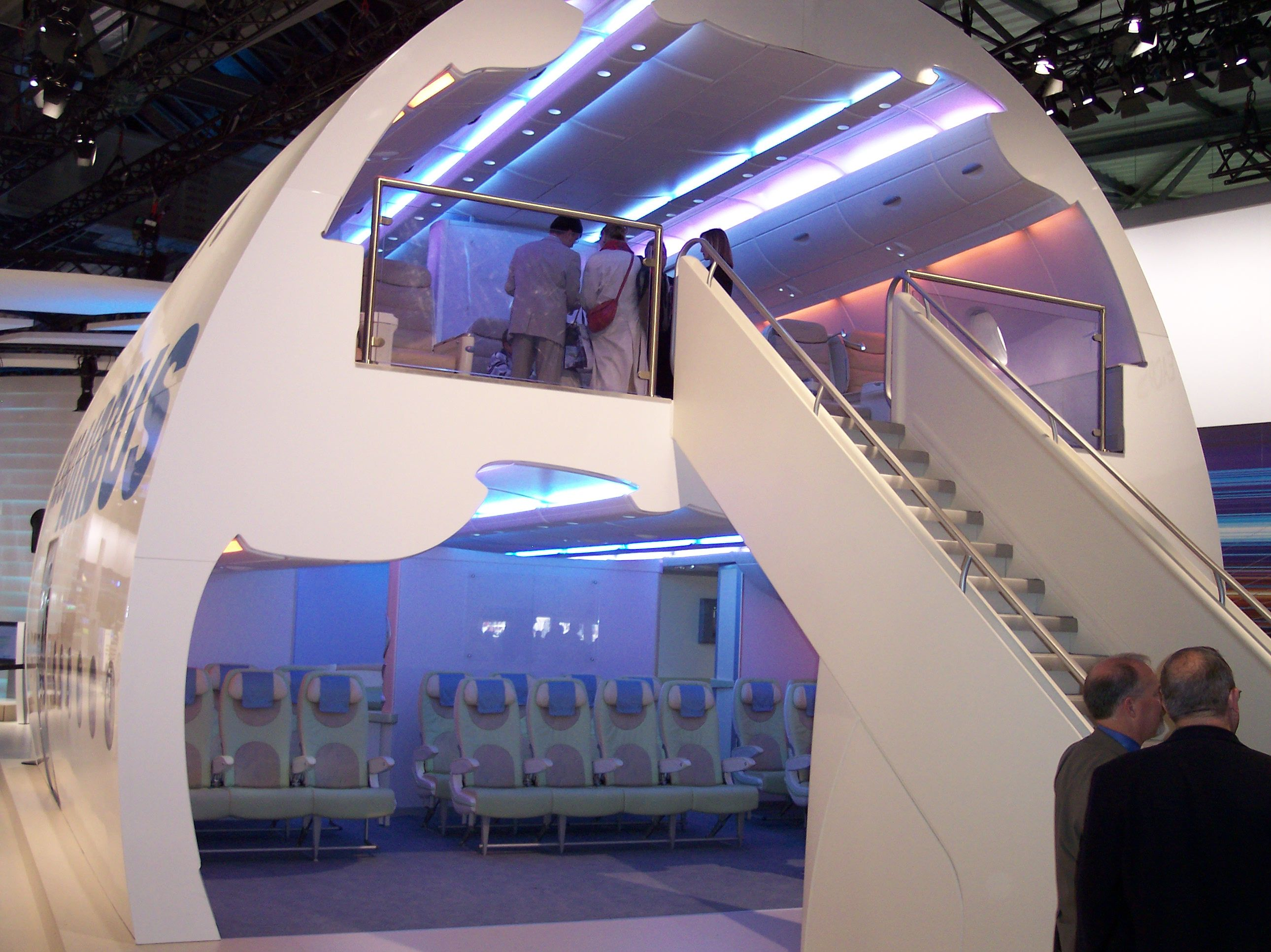
Vorführmodell des Innenraumes eines Airbus A380

Ein Vorführmodell ist ein komplettes Produkt oder eine Attrappe, die genutzt wird, um Design und/oder (Teil-)Funktionen eines geplanten oder bereits eingeführten Produktes zu demonstrieren. Ein Anschauungsmodell, Demonstrationsmodell oder – aus dem Englischen übernommen – Mock-up oder Mockup, aus dem Französischen auch Maquette, ist ein Vorführmodell, das keine vollständige Funktionalität besitzt.
Es ist oft ein maßstäbliches Modell (Bozzetto in der bildenden Kunst) bzw. eine Nachbildung zu Präsentationszwecken.
Demgegenüber ist der Prototyp oder Demonstrator ein vorrangig im Entwicklungsprozess selbst eingesetztes funktionsfähiges Modell.
Erste Verwendungen des Begriffes Mock-up sind in der Luftfahrtindustrie belegt. Später wurde der englische Begriff auch von anderen Bereichen, wie beispielsweise dem Industriedesign, übernommen.

## Wortherkunft des Begriffes „Mock-up“
Etymologisch wurde das englische Wort mockup erstmals um 1920 mit der Bedeutung von Simulation bzw. Modell nachgewiesen. Dabei dient das Modell zur augenscheinlichen Nachbildung des Originals; es muss also so aussehen (eventuell skaliert), aber nicht unbedingt genauso funktionieren. Tatsächlich hatte das Stammwort mock schon seit Mitte des 18. Jahrhunderts die Konnotation einer höhnischen Nachahmung bekommen (siehe: Mockturtlesuppe oder auch Mockingbird). Ursprünglich bezog sich das Wort nicht auf die Imitation, sondern nur auf das Verhöhnen: So bedeutete es im Mittelalter noch Verspotten in Anlehnung an franz. moquer, eben verhöhnen, verspotten. Im modernen Hochdeutsch wird bis heute das reflexive Verb „mokieren“ benutzt, wenn sich jemand über etwas spöttisch oder abfällig äußert.

## Verwendung des Begriffs

### Investitions- und Konsumgüterindustrie
Vorführmodelle sind beispielsweise in Geschäften anzutreffen, wo oft speziell eingerichtete Beispielprodukte (zum Beispiel Smartphones) zum Ausprobieren in der Verkaufsfläche ausliegen.

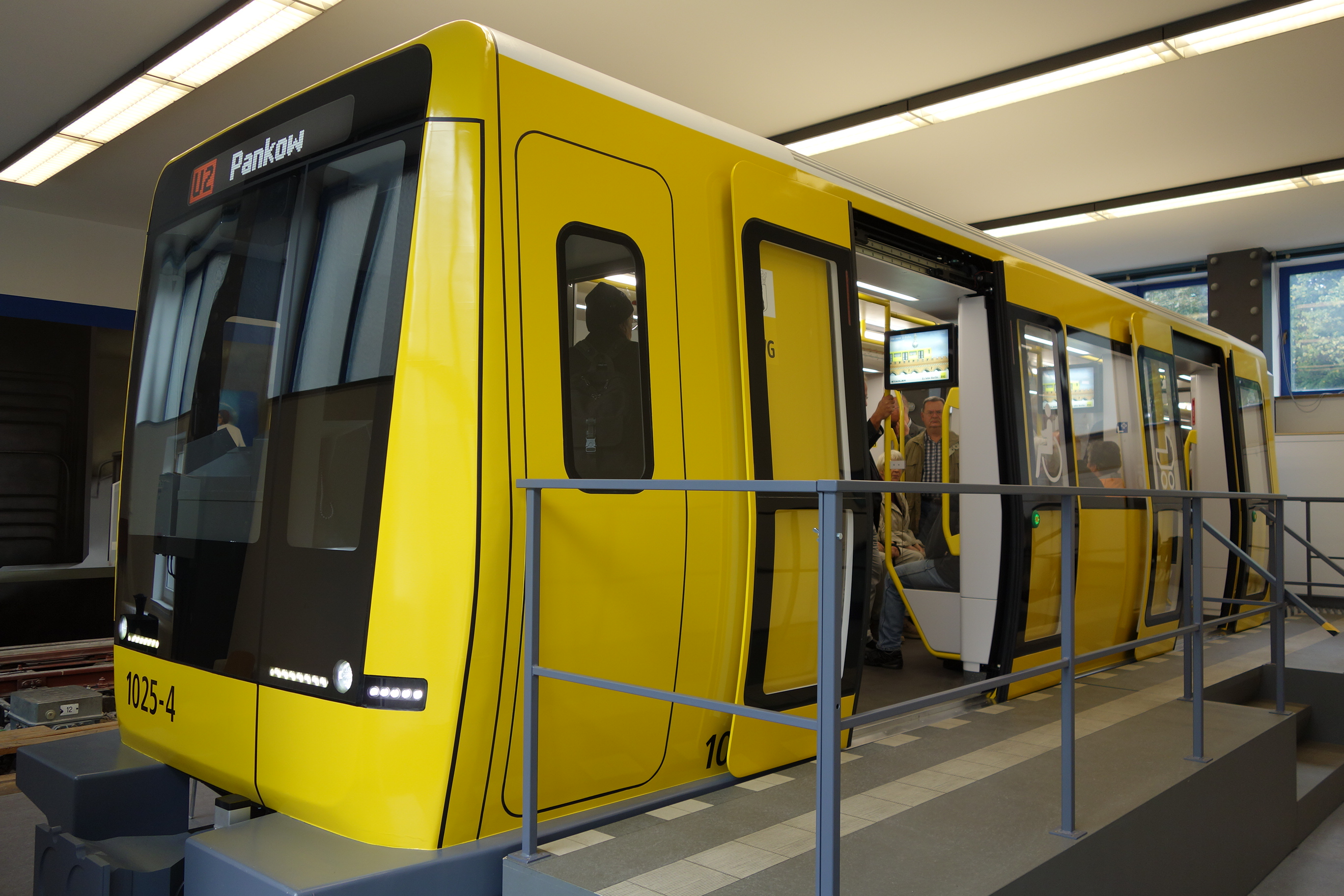
Vorführmodell eines Berliner U-Bahn-Wagens der BVG-Baureihe IK

In der Luftfahrt steht ein Vorführmodell oder Mock-up für die Fertigung von nicht funktionsfähigen (nicht flugfähigen) Modellen. Dabei handelt es sich oft um Testobjekte für verschiedene Funktionstests oder die Innenausstattung, oder auch Anschauungsmodelle für Messen, die den zukünftigen Kunden bereits einen Eindruck vom Aussehen des Fluggeräts geben sollen. Im Schienenfahrzeugbau sind die Modelle ebenfalls verbreitet und werden als Test für die Inneneinrichtung und das Design genutzt.
Eine Weiterentwicklung stellt Digital Mock-up dar. Die Volumenmodelle verschiedener 3D-CAD-Programme werden zusammengefügt und als digitaler Prototyp untersucht. Die Phase des Prototypenbaus wird somit reduziert.

### Softwareentwicklung
Ein Vorführmodell oder Mock-up in der Softwareentwicklung bezeichnet einen rudimentären Wegwerfprototyp der Benutzerschnittstelle einer zu erstellenden Software. Sie werden insbesondere in frühen Entwicklungsphasen eingesetzt, um Anforderungen an die Benutzeroberfläche in Zusammenarbeit mit Auftraggeber und Anwendern besser ermitteln zu können. Es handelt sich meist um ein reines Grundgerüst der Bedienelemente ohne weitere Funktionalität. Oft findet keine Programmierung statt, stattdessen erfolgt die Erstellung in einem Bildbearbeitungsprogramm.
Sogenannte Mock-Objekte werden zum Testen verwendet, insbesondere zum Modultest (engl. unittest), dem Testen einzelner Teile. Sie dienen als Platzhalter für Objekte,  die für das Testen eines anderen Teils benötigt werden und zum Beispiel bei Beginn der Entwicklung noch nicht vorhanden sind (s. auch testgetriebene Entwicklung – engl. Test Driven Development, Abk. TDD). Später werden Mock-Objekte benutzt, wenn etwa die Initialisierung des (vorhandenen, funktionsfähigen) Objekts zu aufwändig oder in einer Testumgebung mangels Verbindung zu produktiven Backend-Systemen gar nicht möglich oder aus gesetzlichen Gründen (s. auch Bundesdatenschutzgesetz) nicht zulässig ist. Ein weiterer häufiger Grund für den Einsatz eines Mock-Objektes ist ein nichtvorhersehbares Verhalten der eigentlichen Klasse, zum Beispiel die Rückgabe des aktuellen Wechselkurses, oder aber Verhalten, das aufgrund des objektorientierten Prinzips der Kapselung vor dem Aufrufer der Methode abgeschirmt wird; dies ist bei neueren Umgebungen wie Jakarta EE und dem .Net-Framework vor allem bei Containerfunktionen der Fall.

### Architektur

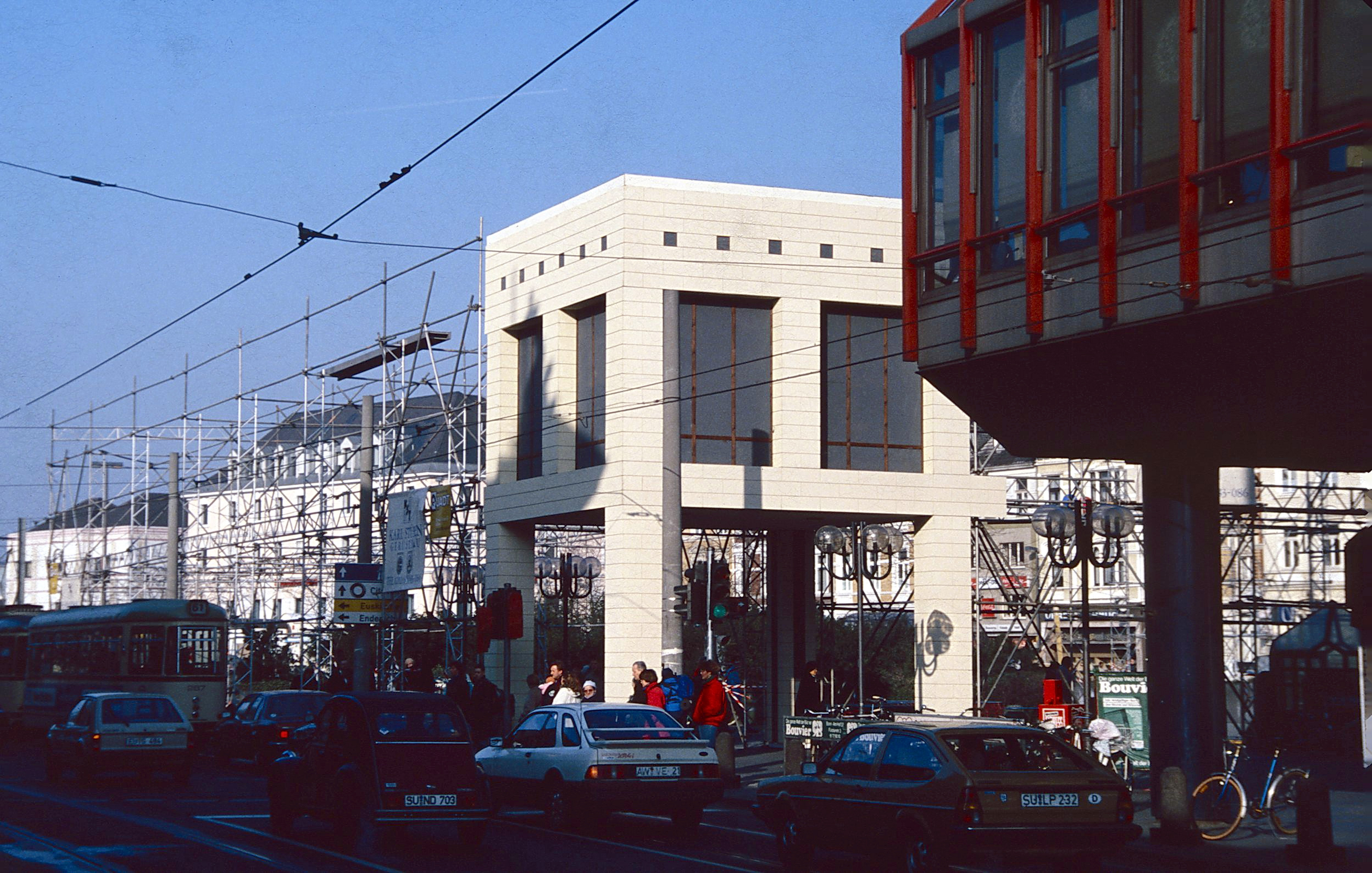
Gerüstkonstruktion (ca. 10 m hoch) für das Ungers Projekt zur Überbauung des sog. Bonner Lochs

Ein Vorführmodell in der Architektur ist ein 1:1-Modell der zu erstellenden Bauteile (z. B. Fassade) oder Räumlichkeiten (z. B. Hotelzimmer). Der Projektleiter antizipiert damit die Ausführung der Ausführungsdetails, Oberflächenmaterialien und Farben. Ein Vorführmodell kommt aufgrund der Kosten in der Regel nur bei größeren Gebäuden, komplexeren oder bei multiplizierten Bauteilen zum Einsatz. Siehe auch: Baugespann

### Zahntechnik
Bei der Herstellung von Zahnersatz durch die Zahntechnik liefert ein Modell, das mittels einer Wachsmodellierung (Wax-Up) erstellt wird, eine Art „Vorschau“ auf das geplante Endprodukt und somit wertvolle Informationen für die Herstellung des definitiven Zahnersatzes. Es handelt sich dabei um provisorische Kunststoffschalen, Kronen oder Brücken, in Zahnfarbe, die auf die vorhandenen, nicht präparierten oder präparierten Zähne temporär aufgesteckt werden. Dem Patienten bietet ein Vorführmodell die Möglichkeit, seinen zukünftigen Zahnersatz hinsichtlich der Ästhetik und/oder Funktion zu beurteilen. Statt eines Wax-ups ist es möglich, die „Vorschau“ virtuell mit einer speziellen Software am PC (CAD) zu gestalten und anschließend mittels einer Fräsmaschine (CAM) direkt aus Kunststoff fräsen zu lassen.